# Jan de Bie (kunstenaar)

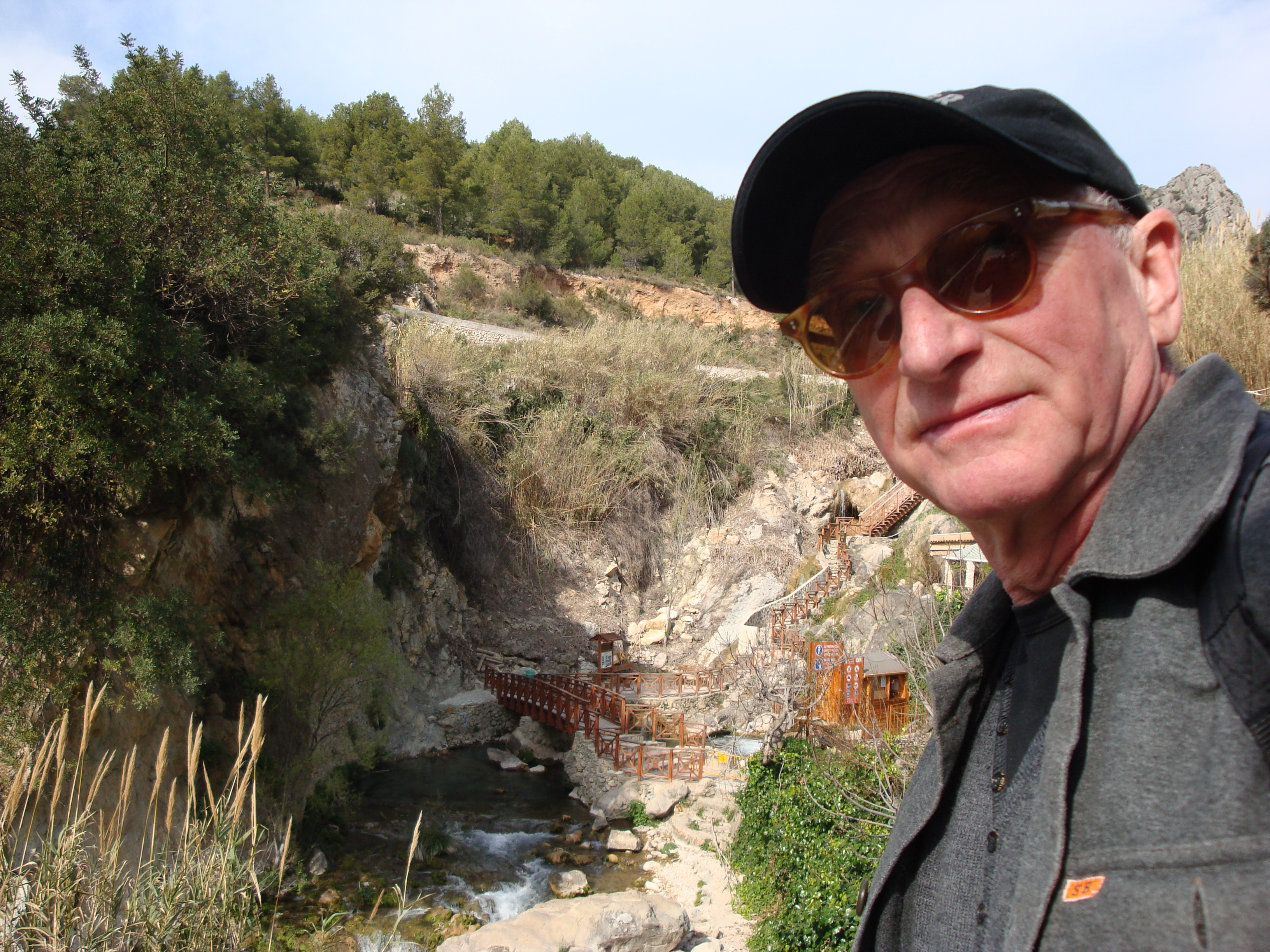
Jan de Bie, Callosa (Spanje), 2009

Jan de Bie ('s-Hertogenbosch, 30 mei 1946 – Rosmalen, 1 januari 2021) was een Nederlands beeldend kunstenaar.

## Biografie
Jan de Bie studeerde in 1973 af aan de Koninklijke Academie voor Kunst en Vormgeving, afdeling schilderkunst, 's-Hertogenbosch, met schilderijen en tekeningen. Hij vond zijn inspiratie daarvoor voornamelijk in het landschap in de buurt van zijn geboortestad, het Dooibroek.
In 1974 nam hij deel aan de Brabant Biënnale en in 1978 opnieuw. Zijn manier van werken werd door de pers destijds voor kladderen aangezien, maar later werd daar anders over gedacht. Hij ontwikkelde zich verder als een beeldend kunstenaar. De aandacht voor het landschap ging nooit voorbij maar tegelijkertijd breidde het aandachtsgebied zich uit naar duiven en hun bewoning, Ulysses van James Joyce en bibliotheken in het algemeen. De Bie maakt tekeningen, schilderijen, houtdrukken, bouwsels, boeken en etsen waarin bovenstaande fascinaties worden uitgebeeld.
In Nijmegen kwam in 1989 zijn eerste overzicht in de Commanderie van Sint Jan. In 2004 volgde een tweede in Museum van Bommel van Dam in Venlo. Bij die gelegenheid verscheen Verf en Inkt, Doen en Laten over werk en leven van De Bie.
In 2006 verscheen het boek Papieren en Notulen van de Asgrauwe, een roman over de duivensport van auteur H. van Boxtel, beeldend weergegeven door Jan de Bie.
In 2013 werkte Jan de Bie tijdens de renovatie en nieuwbouw van Het Noordbrabants Museum en het Stedelijk Museum ’s-Hertogenbosch aan blijvende muurschilderingen in de overgang tussen de twee gebouwen.
In 2014/2015 een derde overzicht van de periode 2004/2014 in het Breda’s Museum, de tentoonstelling Boeken landschappen.
Van 1988 tot 2008 was De Bie docent aan de Academie voor Beeldende Kunsten Sint-Joost, Breda op de afdeling autonoom.
In 2016 overleed zijn vrouw en begon zijn gezondheid ook af te nemen. Hij leerde een andere vrouw kennen en fleurde weer op, met als resultaat een expositie rond het thema De Aleph in de Willem Twee Fabriek, naar een werk van Jorge Luis Borges. Het laatste half jaar van zijn leven woonde hij in een zorgcentrum, waar hij op Nieuwjaarsdag 2021 op 74-jarige leeftijd overleed.

## Werk in collecties (selectie)
- Noordbrabants Museum en Stedelijk Museum 's-Hertogenbosch, (voormalig Kruithuis)
- Museum Het Valkhof, Nijmegen
- Pronkkamer Gemeente Uden
- Stedelijk Museum Schiedam
- Museum van Bommel van Dam, Venlo
- Gemeentemuseum Den Haag
- Allard Pierson Museum, Amsterdam
- De Koninklijke Bibliotheek, Den Haag
- Stiftung Schloss Moyland – Bedlung – Hau, Kleef, Duitsland
- Emschertal Museum, Herne, Duitsland
- The National Libary, Dublin
- Museum of Modern Art, Boston, USA.
- ICN, Instituut Collectie Nederland, Amsterdam
- Provinciehuis Noord-Holland, Haarlem
- Provinciehuis Zuid-Holland, Den Haag
- Provinciehuis Noord-Brabant, 's-Hertogenbosch
- Vliegbasis Koninklijke Luchtmacht, Eindhoven

## Kunstenaarsboeken
- 1973 - 1975 Dooibroek, Valk, Zwaluw
- 1981 Dooibroek Duiven
- 1985 Zondag/Maandag
- 2006 'Papieren en Notulen van de Asgrauwe', opgetekend door H. van Boxtel en van prenten voorzien door Jan de Bie
- 2007 'D'n Elvis', oplage 50 exemplaren

Grafiekmappen
- 1994 '7 Eccles Street', met Peter Nijmeier (gedichten) en Ton Homburg (vormgeving), 8 houtdrukken
- 2000 'Troyes', 10 houtdrukken

Catalogi
- 1989 'Werken 1973-1989' door H. v.d. Grinten
- 1996 'The New Storytellers' door J. Nordell
- 2003/4 'Verf en inkt, doen en laten'. Teksten H. van Boxtel